# Urgleptes borikensis
Urgleptes borikensis là một loài bọ cánh cứng trong họ Cerambycidae.